# Eudicronychus
Eudicronychus is een geslacht van kevers uit de familie  
kniptorren (Elateridae).
Het geslacht is voor het eerst wetenschappelijk beschreven in 1931 door Méquignon.

## Soorten
Het geslacht omvat de volgende soorten:
- Eudicronychus aethiopicus (Girard, 1991)
- Eudicronychus ambiguus Schwarz
- Eudicronychus distinctus Girard, 1991
- Eudicronychus luluanus Girard, 1991
- Eudicronychus ngayensis (Girard, 1991)
- Eudicronychus nigerianus Girard, 1991
- Eudicronychus rugosus Girard, 1991
- Eudicronychus serraticornis (Laporte, 1840)
- Eudicronychus striatus Fleutiaux, 1935
- Eudicronychus vaneyeni Girard, 1991